# María Elena González
María Elena González, née en 1957 à La Havane, est une artiste américano-cubaine.
Elle est connue pour ses installations sculpturales, en particulier pour son œuvre in-situ Magic Carpet/Home (1999), d'abord installée à Brooklyn.

## Biographie
María Elena González naît en 1957 à La Havane, deux ans avant la révolution cubaine. Quand elle a 11 ans, sa famille s'installe à Miami.
Elle reçoit un Bachelor of Fine Arts en 1979 à l'Université internationale de Floride, et un Master of Arts en sculpture en 1983 à l'Université d'État de San Francisco, où sont enseignés le minimalisme et l'art conceptuel.
Elle s'installe à New York en 1984, où elle travaille d'abord comme peintre en bâtiment et restauratrice. Sa première exposition solo a lieu en 1991 au Nuyorican Poets Café (en).
À l'été 2005, González est membre résidente de la Skowhegan School of Painting and Sculpture (en). En 2005 et 2008, et est artiste invitée de la Cooper Union. Elle enseigne au San Francisco Art Institute.

## Œuvre
Au début de sa carrière, son œuvre joue sur la mémoire : dans son diptyque Sans titre (1990), un côté du papier est une inversion fantomatique de l'autre. Plus tard, elle se sert des principes et méthodes de l'architecture pour travailler cette question de la mémoire.

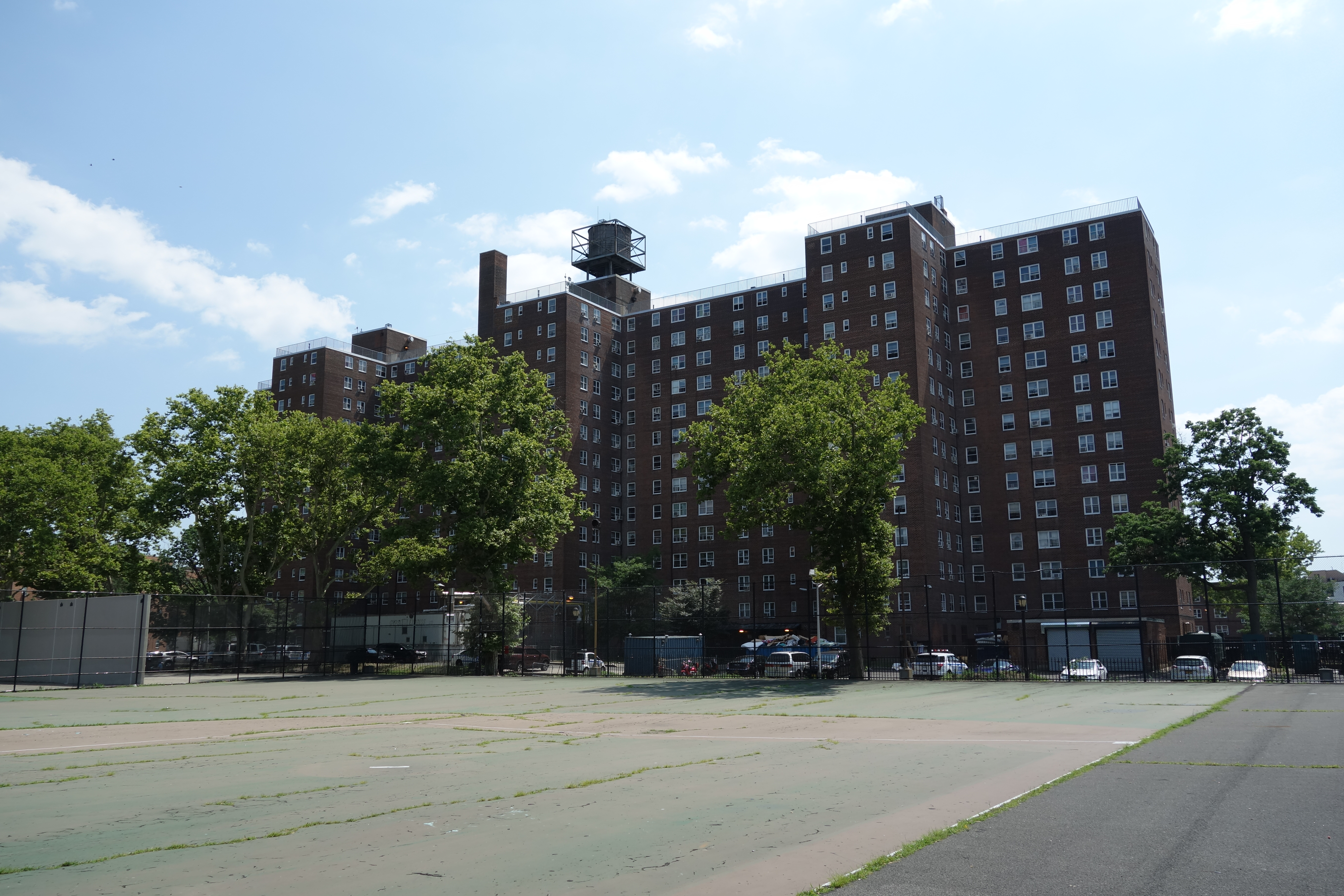
Coffey Park à Brooklyn, où a été installé Magic Carpet/Home.

Ainsi, en 1999 elle réalise Magic Carpet/Home, une commande du Public Art Fund (en) saluée par la critique. L'œuvre transforme en tapis volant le plan d'une unité de six pièces de Red Hook Houses (en), situées à côté de l'œuvre lors de sa création,. Le revêtement, une sorte de goudron noir, est celui des aires de jeux pour enfants, sur lequel le plan est peint en blanc. Magic Carpet/Home est installé à Coffey Park dans le quartier de Red Hook à Brooklyn puis à Pittsburgh et à Los Angeles.
Elle approche la question de la mémoire d'une façon plus personnelle dans l'installation Mnemonic Architecture, présentée au Bronx Museum of the Arts, où elle reproduit de mémoire le plan taille réelle de la maison dans laquelle elle a grandi.
En 2005, la galerie Knoedler & Company expose Internal DupliCity. Sur des piédestaux alignés, neuf boites de plexiglas translucide laissent deviner des modèles architecturaux couleur rouille. En forme de maisons de poupée, les boites sont des références aux reliquaires, souvent construits en forme de cathédrale,. Aux côtés de Internal DupliCity, sont exposés des dessins sur la sainteté et le martyre : roue de Catherine d'Alexandrie d'après Le Jugement dernier de Michel-Ange ou gril de Laurent de Rome.

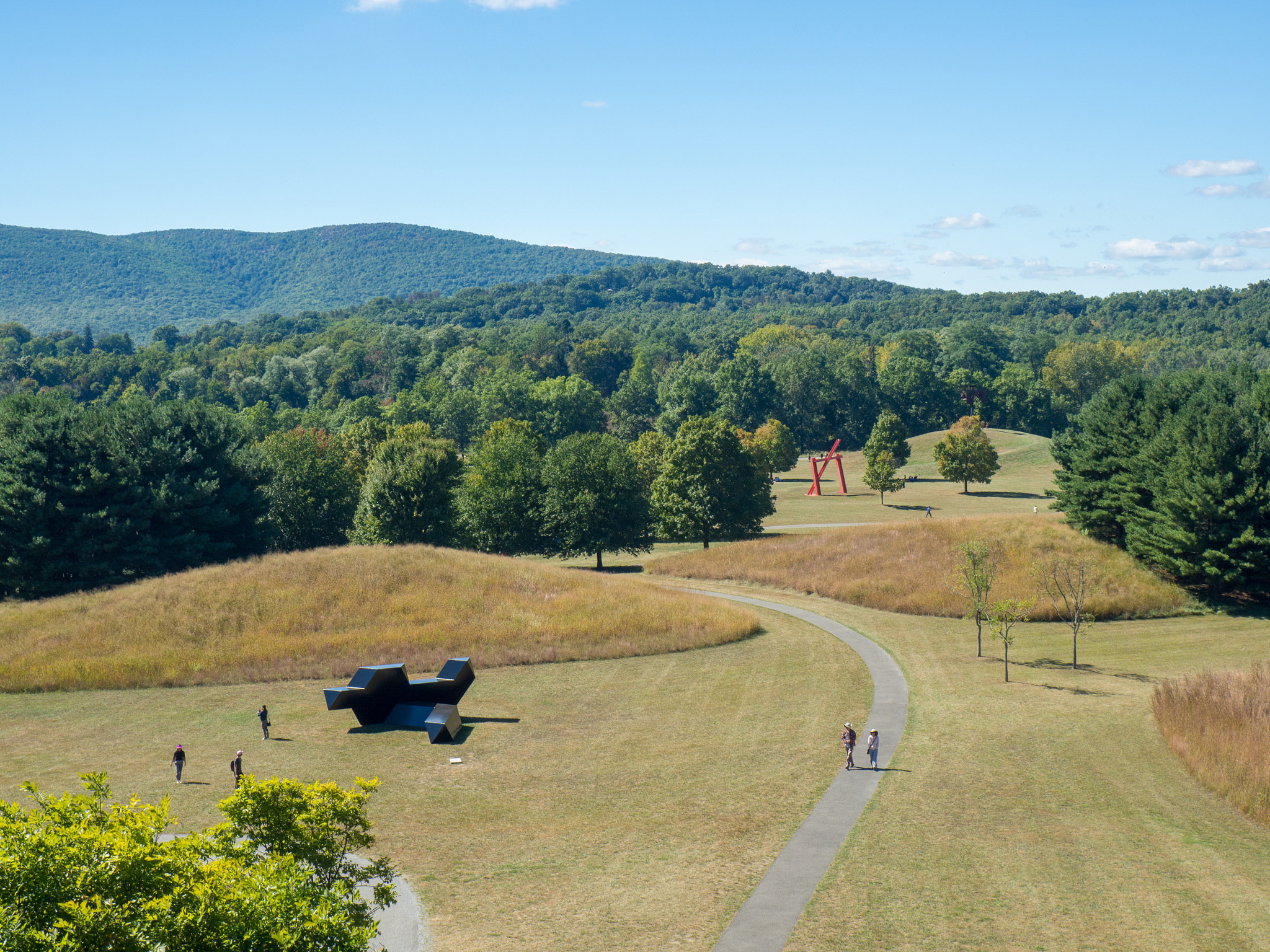
Vue du parc du Storm King Art Center.

Elle expose You & Me au Storm King Art Center en 2010. C'est une œuvre participative permettant aux visiteurs de se voir les uns les autres dans des œuvres exposées dans le parc du musée,.
Elle expose  Re: Public à la Triennale de Bex en 2011.
En 2019-2020 a lieu l'exposition Tree Talk au musée de Brattleboro. Elle y explore les passages entre le physique et l'acoustique, notamment en rapprochant l'écorce du bouleau et les rouleaux de piano. Cette œuvre remporte le Grand prix à la Biennale des Arts graphiques de Ljubljana.

## Récompenses
- 1997 : Prix Anonymous Was A Woman
- 2000 : bourse Creative Capital (en)[6]
- 2003-2004 : Prix de Rome américain[4]
- 2006 : bourse de la Fondation John-Simon-Guggenheim[4]
- 2013 : Grand Prix à la 30e Biennale des Arts graphiques de Ljubljana[1]